# İbrahim Tığcı
İbrahim Sadullah Tığcı (Rize, 1º gennaio 1997) è un lottatore turco, specializzato nella lotta greco-romana.

## Biografia
Si è classificato undicesimo nel torneo dei 97 kg agli europei di Varsavia 2021.
Ai mondiali di Oslo 2021 ha concluso al quattordicesimo posto, a seguito della sconfitta riportata agli ottavi contro lo statunitense G'Angelo Hancock.

## Palmarès
| Anno | Manifestazione  | Sede     | Evento | Risultato | Note |
| ---- | --------------- | -------- | ------ | --------- | ---- |
| 2016 | Europei U23     | Ruse     | 98 kg  | 8º        |      |
| 2016 | Europei junior  | Bucarest | 96 kg  | Bronzo    |      |
| 2016 | Mondiali junior | Mâcon    | 96 kg  | 16º       |      |
| 2019 | Europei U23     | Novi Sad | 97 kg  | Bronzo    |      |
| 2019 | Mondiali U23    | Budapest | 97 kg  | 10º       |      |
| 2021 | Europei         | Varsavia | 97 kg  | 11º       |      |
| 2021 | Mondiali        | Oslo     | 97 kg  | 14º       |      |